# カイゼル・レギオン
カイゼル・レギオンは日本製のヒロイックファンタジー物のテーブルトークRPG(TRPG)。1992年にツクダホビーよりボックス版にて発売された。ゲームディレクターは鈴木雅昭、ゲームデザインは中澤孝継、ボックスアートは暁綾子が担当している。

## 概要
剣と魔法のファンタジー世界を舞台に、英雄候補生たちの冒険を描いたTRPG。キャラクターメイキングにはスキル制を採用している。
このゲームの最大の特徴は、プレイヤーキャラクターがゲーム開始時点から超人的な能力を持つ英雄であり、百人程度の軍を率いる頭領でもあるという部分である。『カイゼル・レギオン』ではプレイヤーキャラクターの超人性を表すために登場するキャラクターを「キャラクター」「モンスター」「ザコキャラ」の3種類に分けている。これにより「ザコキャラならば何十体いても一回の攻撃でなぎ払える」というような形で簡単でいて派手なゲーム展開を実現している。また、魔法使いに魔法があるように、戦士には「必殺技」があり、これにより複数の敵をなぎ払ったり、強固な敵を一撃で倒すこともできる。
これらのゲームデザイン上のアイデアは『アルシャード』や『アリアンロッドRPG』など2000年代以降の国産のTRPGではすでに一般的な概念となっているが、1992年当時では非常に稀有なものであった。
『カイゼル・レギオン』の基本ルールブックのボックス裏には「一国の領主を目指すのだ！！」という煽り文句がつけられている。このことから、プレイヤーキャラクターが冒険により名声を得ていき強大な国を打ち立てていくという年代記的な大河ドラマを志向していたゲームであることが窺える。しかし実際には、英雄候補生たちが王と呼ぶべき大英雄になるまでの過程を表現することはかなり困難になっている。これはプレイヤーキャラクターが初期からある程度の強さを発揮できる代わりに、基本ルールブックだけではキャラクターの成長の幅が狭いためにパワーインフレなストーリー展開が必要以上に抑えられてしまうためである。このアンバランスさについては、基本ルールブックのボックスに「カイゼルシリーズ」と銘打たれているところから本来はサプリメントを重ねていきキャラクターが英雄になっていくことを表現する予定だったとが予想される。（実際には基本ルールブックのみしか発売されなかった）

## 作品一覧
- カイゼル・レギオン（基本ルールブック。ボックス版）